# Плита Молуккского моря

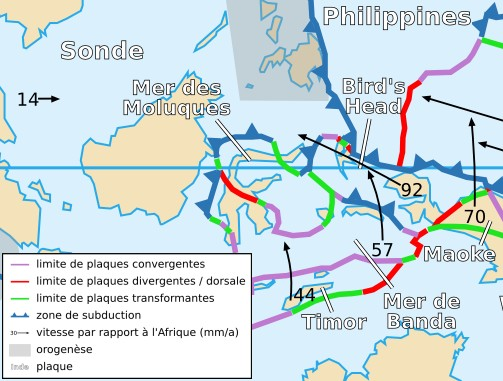
Карта местонахождения плиты Молуккского моря

Плита Молуккского моря (Микроплита Молуккского моря) — небольшая тектоническая плита, на которой расположены север Сулавеси, Молуккское море с островом Буру, часть моря Банда. Площадь плиты 0,0103 стерадиан. Обычно ассоциируется с Евразийской плитой.
В регионе находится большое количество мелких плит. Зона субдукции расположена вдоль её северной границы с Зондской плитой. Небольшая дивергентная граница расположена вдоль Сулавеси на границе с плитой моря Банда и переходит в конвергентную границу в море Банда, другая часть границ является трансформными разломами. Наиболее мощные землетрясения в этом регионе иногда вызывают цунами.
На юго-востоке разлом Соронг, главный разлом этого региона в направлении восток-запад, отделяет плиту Молуккского моря от плиты Птичья голова и плиты Хальмахера.